# Eduardo André Muaca
Eduardo André Muaca (ur. 9 października 1924 w Kabindzie, zm. 26 stycznia 2002 w Luandzie) – angolski duchowny rzymskokatolicki, biskup Malanje i arcybiskup luandzki. Pierwszy Angolczyk w czasach nowożytnych, który został biskupem katolickim.

## Biografia
18 stycznia 1953 przyjął święcenia prezbiteriatu i został kapłanem archidiecezji luandzkiej.
4 marca 1970 papież Paweł VI mianował go biskupem pomocniczym archidiecezji luandzkiej oraz biskupem tytularnym isolskim. 31 maja 1970 w Luandzie przyjął sakrę biskupią z rąk arcybiskupa luandzkiego Manuela Nuñesa Gabriela. Współkonsekratorami byli biskup Malanje Pompeu de Sá Leão y Seabra CSSp oraz biskup Uije José Francisco Moreira dos Santos OFMCap.
25 września 1973 ten sam papież mianował go biskupem Malanje, a 10 sierpnia 1975 koadiutorem arcybiskupa luandzkiego Manuela Nuñesa Gabriela oraz arcybiskupem tytularnym tagarbalskim. 19 grudnia 1975, gdy abp Nuñes Gabriel przeszedł na emeryturę, Muaca został arcybiskupem luandzkim. Ponadto w latach 1975 - 1982 był przewodniczącym Konferencji Episkopatu Angoli oraz Wysp Świętego Tomasza i Książęcej.
W 1985 złożył rezygnację ze względów zdrowotnych, którą papież Jan Paweł II przyjął 31 sierpnia 1985.